# Trabrennsport

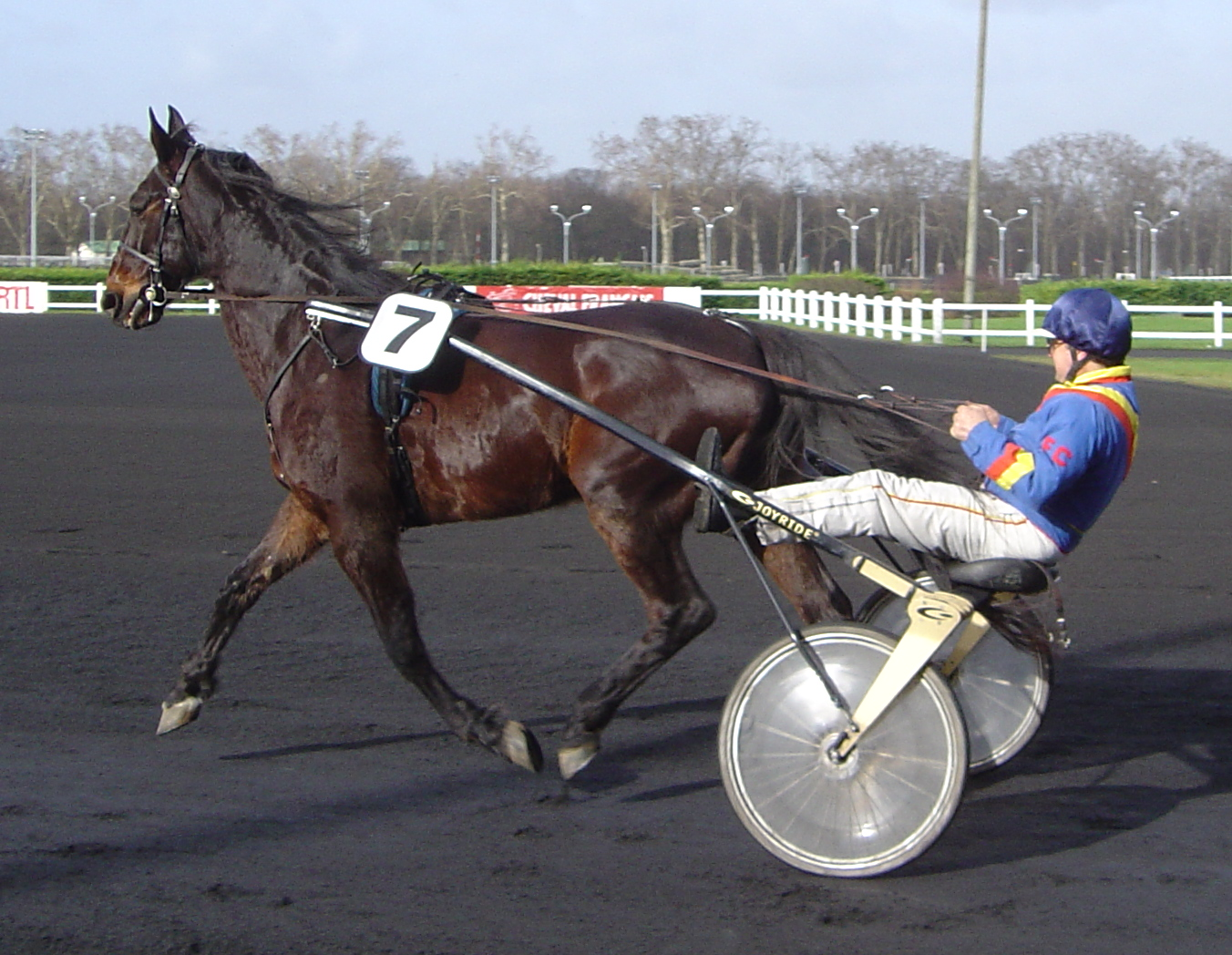
Traber in Vincennes, Frankreich

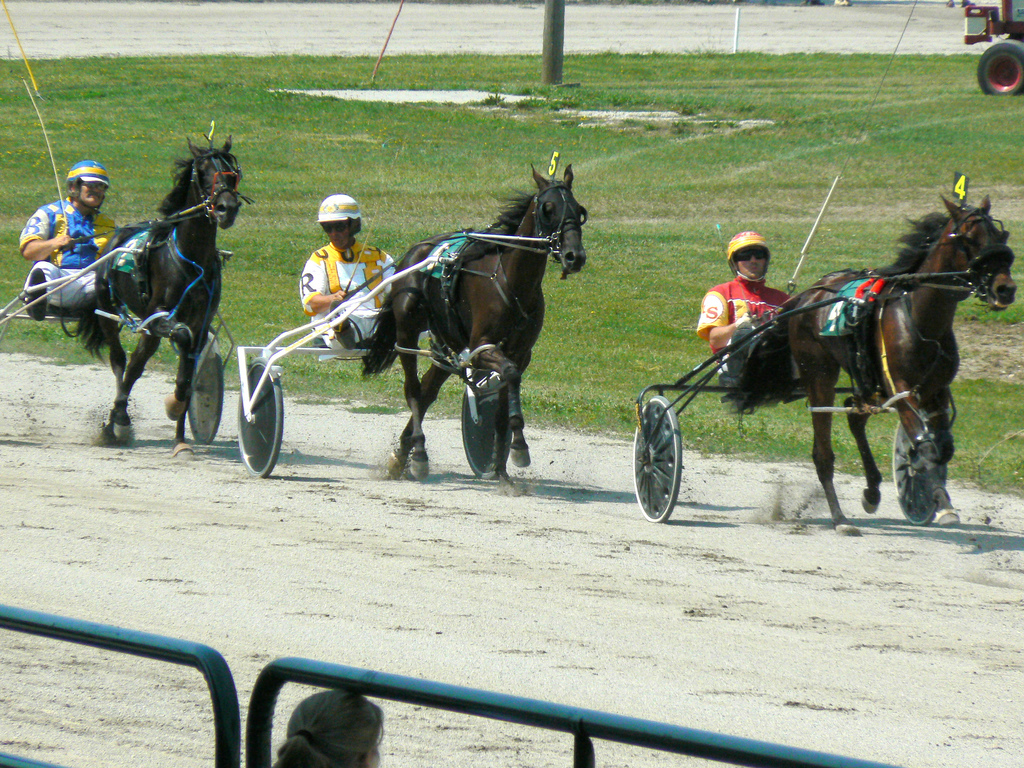
Trabrennen in den USA

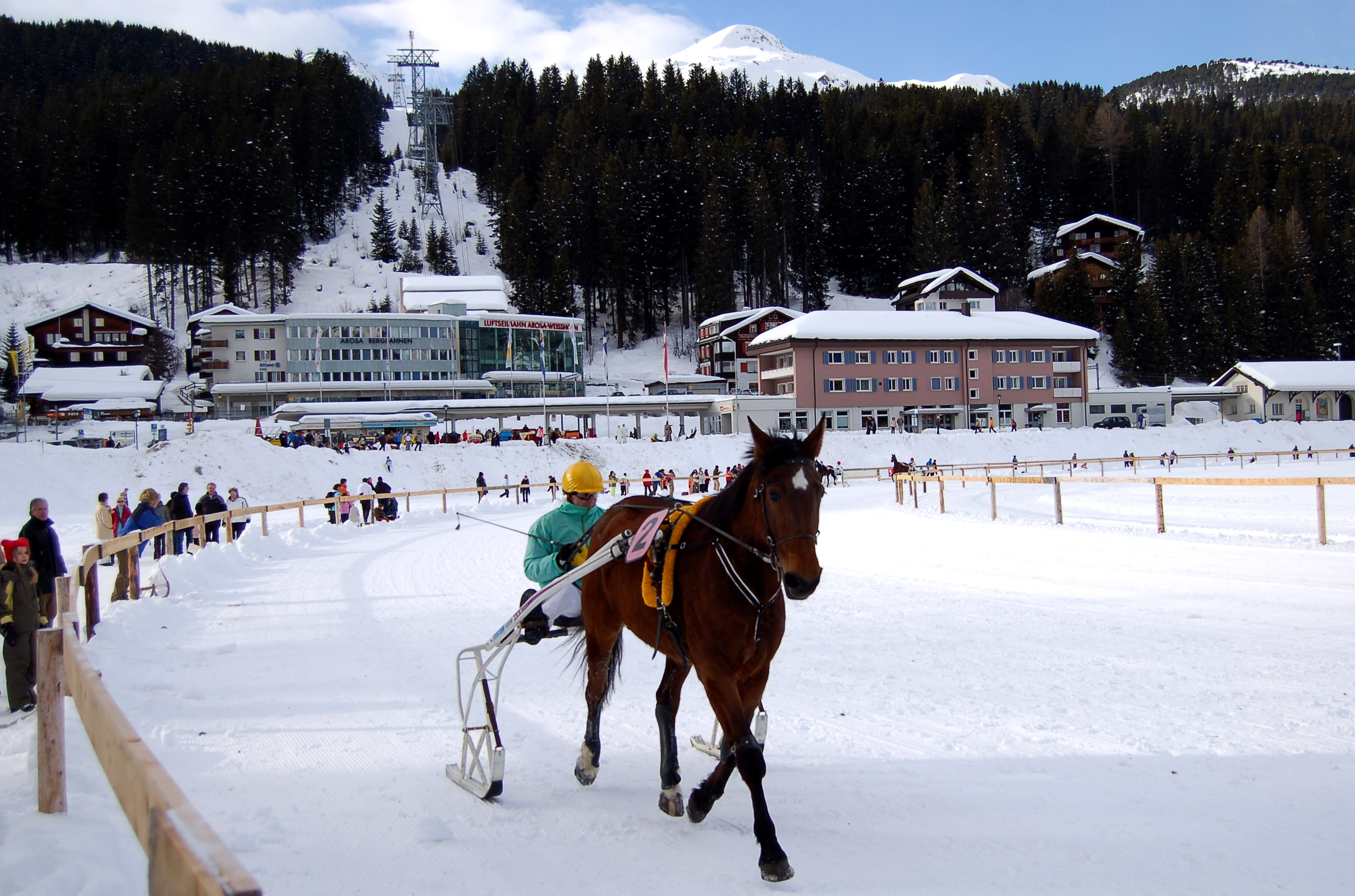
Traber auf Schnee in Arosa, Schweiz

Der Trabrennsport (Trabrennen), betrieben vom Trabrennfahrer, ist eine Variante des Pferderennsports. Es ist nur die Gangart Trab erlaubt. Der Trabrennsport nahm und nimmt auch erheblichen Einfluss auf die Pferdezucht. So verdankt der Traber seine Zucht vor allem den Erfordernissen der Rennbahn. Auch im Trabrennsport sind Pferdewetten zugelassen, und es werden hohe Preise vergeben, die mitunter zu negativen Begleiterscheinungen (Doping, Bestechung usw.) führen.
Der Trabrennsport ist vor allem in Europa und den USA weit verbreitet.

## Trabrennen
Trabrennen werden in Deutschland und Österreich mittlerweile nicht nur im Sulky gefahren, sondern auch vermehrt geritten. Im französischen Trabrennsport ist das Trabreiten (courses au trot monté) seit langem üblich.

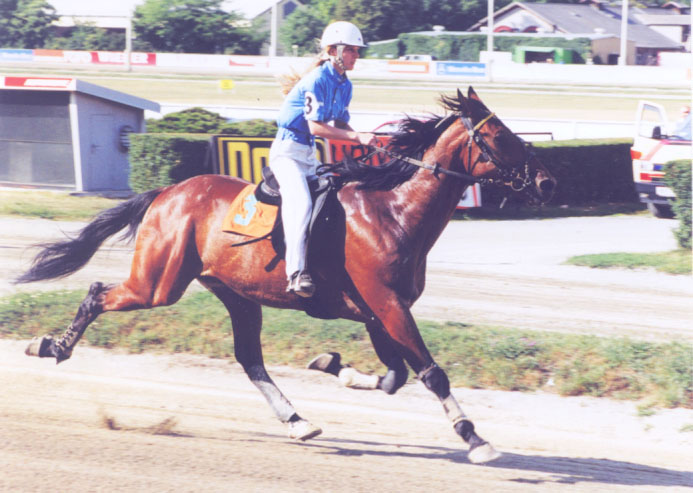
Trabreiten Krieau Wien

Die Trabrennen sind auf die Distanzen 1.600 m, 1.760 m, 1.900 m, 2.100 m und 2.300 m ausgelegt und werden sowohl auf Sandbahnen (z. T. mit Kunststoffbeimengung), als auch auf Grasbahnen absolviert.

### Proposition (Ausschreibung)
In dieser werden die zukünftigen Rennen ausgeschrieben, für die die Trainer ihre Pferde anmelden können. Als Daten werden angegeben: Renn-Nr., Dotierung Euro, Altersbegrenzung, Geldlimitierung Euro, Distanz.
Beispiele:
10, 1.200, 5–14, Freies Handikap 4.000 bis 8.000 die seit 1. Mai 2006 bei mind. 4 Starts keine 1.500 Euro gewannen, Auto 1760
11, 1.200, 5–14, die im Handikap eingestuft sind. Für je 300 Euro im Jahr 2006 gewonnen 20 m Zulage, Band 2100
7, 5.000, 3+, Int. bis 50.000 von 2.140 Meter, von 50.001 bis 150.000 von 2.160 Meter, ab 150.001 von 2.180 Meter.Racino Ouvertüre. 1. Lauf zum Racino Super – Cup. Startberechtigt sind nur Pferde, die sich seit 15. Februar 2006 entweder im österr. Besitz befinden oder seit 15. Februar 2006 im Magna Racino stationiert sind. Punktewertung: Sieger: 10 Punkte, 2. Platz: 6 Punkte, 3. Platz: 4 Punkte. 4. Platz: 3 Punkte, 5. Platz: 2 Punkte, jeder gestartete Teilnehmer 1 Punkt. 2.140, Band kF
Abkürzungen:
- 3+ = Rennen für Dreijährige und Ältere
- 5+ = Rennen für Fünfjährige und Ältere
- A = Amateurfahren
- Auto = Das Rennen wird von einem Startwagen gestartet
- Band = Das Rennen wird aus den Bändern gestartet
- FH = Freies Handikap
- G = Das Rennen wird auf der Grasbahn gelaufen
- H = Handikap
- Int = Internationales Rennen, auch im Ausland eingetragene Pferde sind zugelassen
- kF = keine Fahrererlaubnis
- L = Rennen für Berufsfahrer und Lehrlinge
- N = Nennungsschluss
- Nat = nationales Rennen, nur im Inland eingetragene Pferde sind zugelassen
- R = Trabreiten
- P = Privatrennen
- ST = Starterangabe
- Z = Zuchtrennen

### Reglements
Europa: Die Europäische Traberunion (U.E.T.) regelt europaweit alle Grundsätze im Trabrennsport und Traberzucht. Sie werden in Englisch und Französisch verfasst und jährlich bei der Generalversammlung der U.E.T. aktualisiert.
Österreich: Alle Belange von Trabrennzucht und Trabrennsport in Österreich werden im Österreichischen Trabrenn-Reglement (ÖTR) festgesetzt.

### Trabrennbahnen
Deutschland:

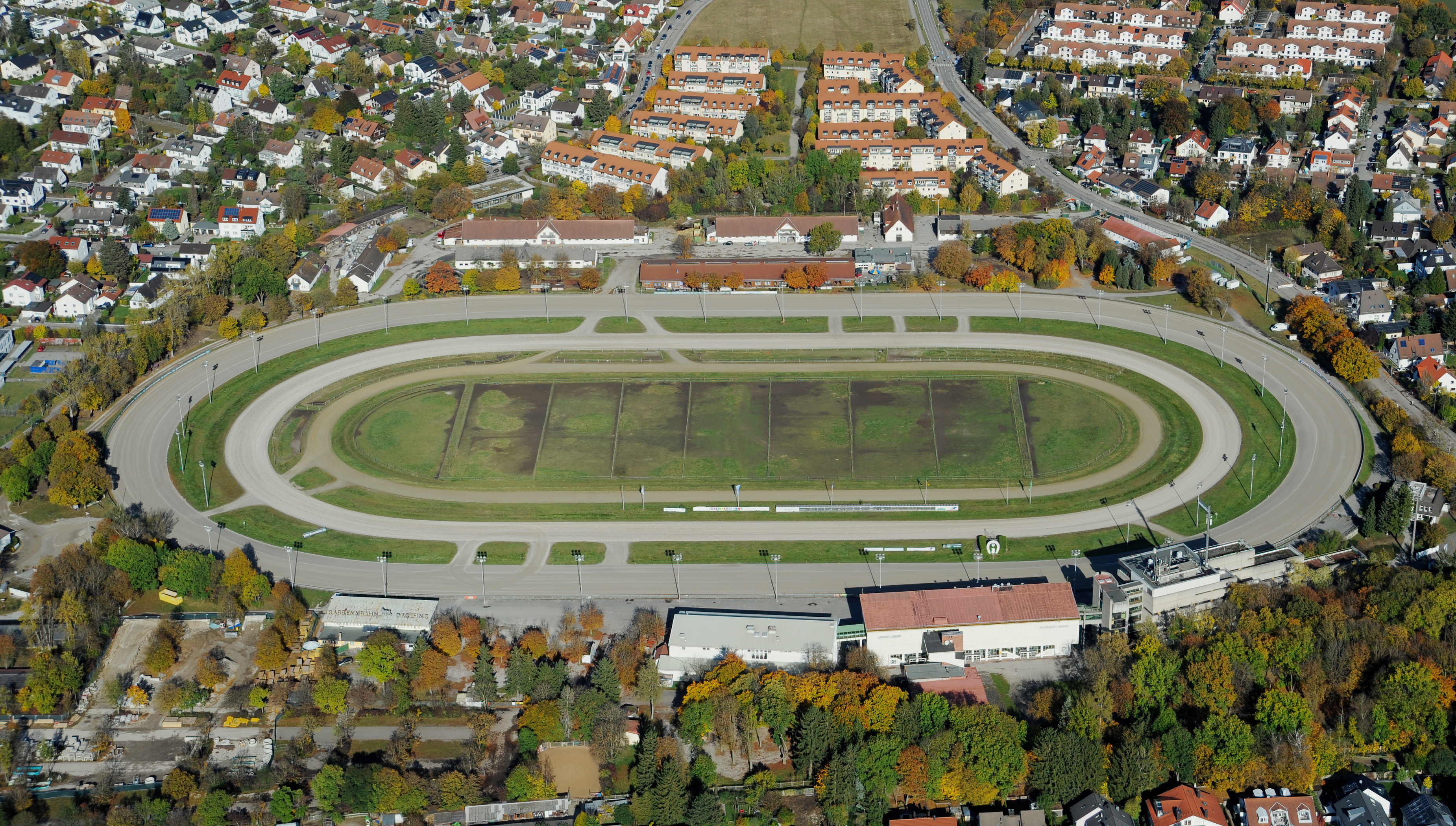
Trabrennbahn München-Daglfing

Berlin-Mariendorf, Berlin-Karlshorst, Dieburg, Dinslaken, Drensteinfurt, Gelsenkirchen, Hamburg-Bahrenfeld, Heiligendamm, Mönchengladbach, Mühldorf, München-Daglfing, Pfaffenhofen an der Ilm, Pfarrkirchen, Saarbrücken-Güdingen, Straubing.

Österreich:

A-Bahnen: Baden, Wien-Krieau, Magna Racino Ebreichsdorf

B-Bahnen: Altheim, Edelhof, Gröbming, Sankt Johann in Tirol, Wels

C-Bahnen: Admont, Bad Ischl, Feldkirchen, Kaprun, Kirchberg in Tirol, Kirchdorf in Tirol, Kitzbühel, Matrei, Mayrhofen, Mittersill, Saalfelden, St Johann in Tirol, St. Johann/Pongau, Tipschern, Westendorf, Wörgl, Zell an der Pram
In Österreich bestimmt die Zentrale für Traberzucht und -Rennen (Traberzentrale in Wien), ob eine Trabrennbahn eine A-Bahn, eine B-Bahn oder C-Bahn ist. Beispielsweise muss eine A-Bahn mindestens 1000 Meter lang sein und eine B-Bahn mindestens 800 Meter.

### Startmethoden
- Bänderstart: Der Bänderstart dient dazu, Pferde unterschiedlicher Leistungsklassen gegeneinander antreten zu lassen. Das Startfeld wird hierzu in zwei oder mehr Felder unterteilt, die, je nach Leistungsdifferenz, 25 oder 50 m auseinanderliegen. Früher erfolgte der Start aus dem Stand, die Felder wurden dabei mit Gummibändern getrennt, woher der Name der Startmethode rührt. Heute wird aus dem Trab oder Schritt gestartet, wobei die Felder aus Bereichen neben der Startbahn in diese einbiegen (eindrehen).

Innerhalb der Felder wird von außen nach innen, also meist rechts, gedreht. Wenn ein Pferd in dieser Drehrichtung besonders nervös ist, oder sich schwer rechts drehen lässt, kann bei der Rennleitung beantragt werden, dass man links drehen darf. Dieser Teilnehmer kommt den anderen innerhalb des Feldes dann entgegen.
Zur Startvorbereitung gibt die Rennleitung bekannt, nach welchem Teilnehmer gerichtet wird. Das bedeutet, dass alle Teilnehmer gleich schnell wie dieser Teilnehmer sein und sich alle gemäß ihrer Startnummer parallel ausrichten sollen.
Um den Start erfolgen zu lassen wird gleichzeitig mit einem Startkommando das Gummiband auf einer Seite losgelassen und schnalzt somit weg.
Es gibt auch Bänderstarts, wo Pferd und Reiter/Fahrer sich außerhalb der Bahn sammeln und vorbereiten, dann auf das Kommando der Rennleitung in die Hauptbahn einreiten/-fahren, sich nebeneinander in richtiger Nummernreihenfolge geradehin auf das Band ausrichten und dann auf das Kommando „Teilnehmer ab“ losstarten.
Diese Startvariante bietet Pferden mit sehr unterschiedlichen Leistungen und Startsummen Chancengleichheit, dadurch dass Metervorgaben zu im vorderen Feld stehenden Pferden gegeben werden.
- Autostart: Ein Fahrzeug mit zwei ausgebreiteten Gitterflügeln fährt vor den Pferden her. Das Fahrzeug platziert sich bei einer gewissen Metermarke in der Mitte der Bahn und die Fahrer mit den Pferden sammeln sich hinter diesem Auto. Wenn der Start erfolgt, setzt sich das Auto in Bewegung, die Fahrer lenken ihre Pferde hinter deren zugehörigen Startnummern, das Fahrzeug beschleunigt und ab einer bestimmten Metermarke ist der Start freigegeben. Die Gitter werden zusammengeklappt und das Fahrzeug beschleunigt sehr stark, um aus der Reichweite der Pferde zu gelangen. Wenn mehr Pferde in dem Rennen starten, als die Startreihe der Rennbahn zulässt, wird eine zweite Startreihe eröffnet.

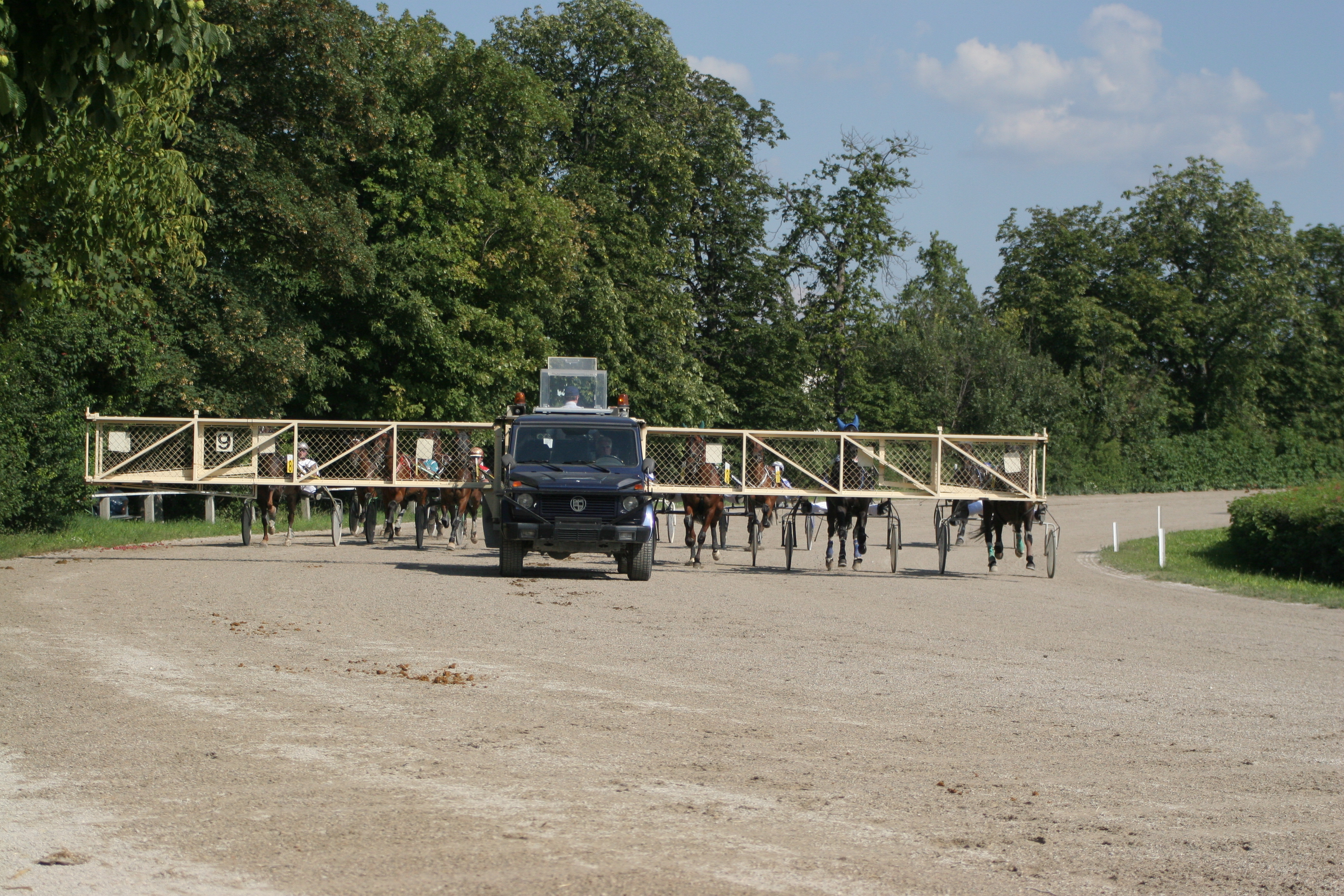
Startauto mit ausgeklappten Flügeln
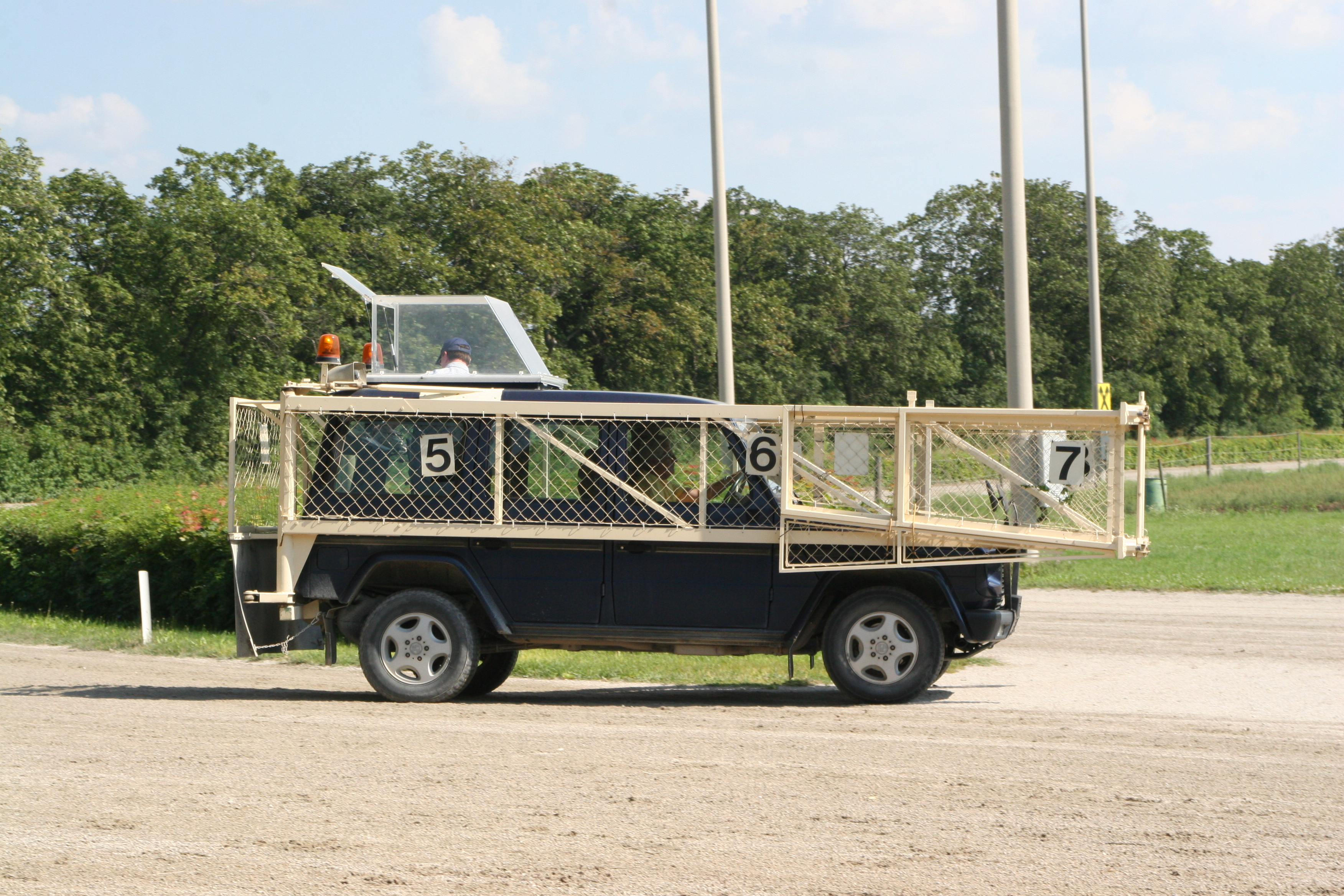
Startauto mit eingeklappten Flügeln

- Fliegender Start: Ähnlich wie beim Autostart bereiten sich die Teilnehmer in einem bestimmten Kreis-Startbereich vor und starten dann ohne Auto auf Kommando los.

### Sonderrennen
- Maidenrennen: An diesem Rennen nehmen Pferde teil, die noch kein Rennen gewonnen haben.
- Jahrgangsrennen: Dieses Rennen bestreiten nur Pferde aus demselben Jahrgang.
- Zuchtrennen: Gleich wie Jahrgangsrennen, nur mit höherer Dotation. Es können auch diese zwei Jahrgänge (Drei- und Vierjährige, Fünf- und Sechsjährige) in einem Rennen zusammengefasst werden.
- Handikaprennen: Für Pferde, die in einem freien Handikap eingestuft sind.
- Amateurrennen: Es werden in diesem Rennen keine Profis zugelassen.
- Doppelsitzerrennen: Werden in doppelsitzigen Sulkys gefahren um Gastfahrern, die keinerlei Vorkenntnis des Trabrennsportes haben, einen Live-Einblick in das Renngeschehen zu geben.
- Privatrennen: Sind Rennen, die außerhalb des Trabrennvereines organisiert werden (meist Firmenveranstaltungen).
- Traber-Derby: Gilt als bedeutendstes Rennen im deutschen Trabrennsport und findet alljährlich auf der Berliner Trabrennbahn Mariendorf statt.
- Schlittenrennen: Werden zumeist auf Provinzbahnen absolviert. Statt des Sulkys wird ein Schlitten verwendet, um auf dem Schnee fahren zu können.

### Disqualifikation
Pferde, die in Galopp verfallen (fachlich: „springen“, „anspringen“, „einspringen“), werden disqualifiziert. 
In Deutschland wird für den Fahrer dies als „Disqualifikation rot“ durchgesagt. Aber auch eine unreine Gangart wie Dreischlag (bei dem drei Beine zur selben Zeit in der Luft oder auf dem Boden sind) oder die Gangart Pass wird von der Rennleitung oder dem Zielrichter geahndet, in diesem Fall wird „Disqualifikation blau“ bekannt gegeben. Österreichisch heißt der Richterspruch „dis Galopp“ bzw. „dis unreine Gangart“.

### Strafen
Jeder Fahrer oder Reiter erhält eine Geldstrafe bei Verstoß gegen das Reglement. Beispielsweise für unkorrektes Fahren im Einlauf oder zu häufigen Gebrauch der Peitsche, Behinderung eines Konkurrenten, Verstoß gegen die Startvorschriften, vorschriftswidriges Erstatten einer Beschwerde, falsche Rennfarben usw. 
Auch Besitzer können Strafen erlangen, z. B. wegen Nichtbeibringens des Impfpasses.
Bei besonders groben Verstößen kann es sogar zu einem Fahrverbot (auf Zeit) kommen.

### Richterspruch
Vom Zielrichter wird entschieden, wie überlegen ein Pferd bzw. die ersten fünf Pferde gesiegt haben. 
Die Abstände werden folgendermaßen angegeben: Nase (N), Kurzer Kopf (kK), Kopf (K), Hals (H) und Länge (L). Früher gab es zusätzlich die Bezeichnung Weile, die mehr als 10 Längen entsprach. Wenn zwei oder mehr Pferde gleichzeitig die Ziellinie erreichen, spricht man von einem toten Rennen. 
Der Richterspruch enthält außerdem eine Bewertung (Überlegen, Leicht, Sicher, Kampf).

## Pferde
Das Alter eines Rennpferdes wird immer am 1. Januar eines Jahres um ein Jahr erhöht.
Abkürzungsbezeichnung der Pferde in den Rennzeitungen: Beispiel: 4 jähr. öst. br. St.
- St. = Stute
- H. = Hengst
- W. = Wallach
- br. = braun
- dbr. = dunkelbraun
- F. = Fuchs
- df. = Dunkelfuchs
- R. = Rappe
- Sch. = Schimmel
- öst. = österreichisch
- dt. = deutsch

### Zulassung für Rennen

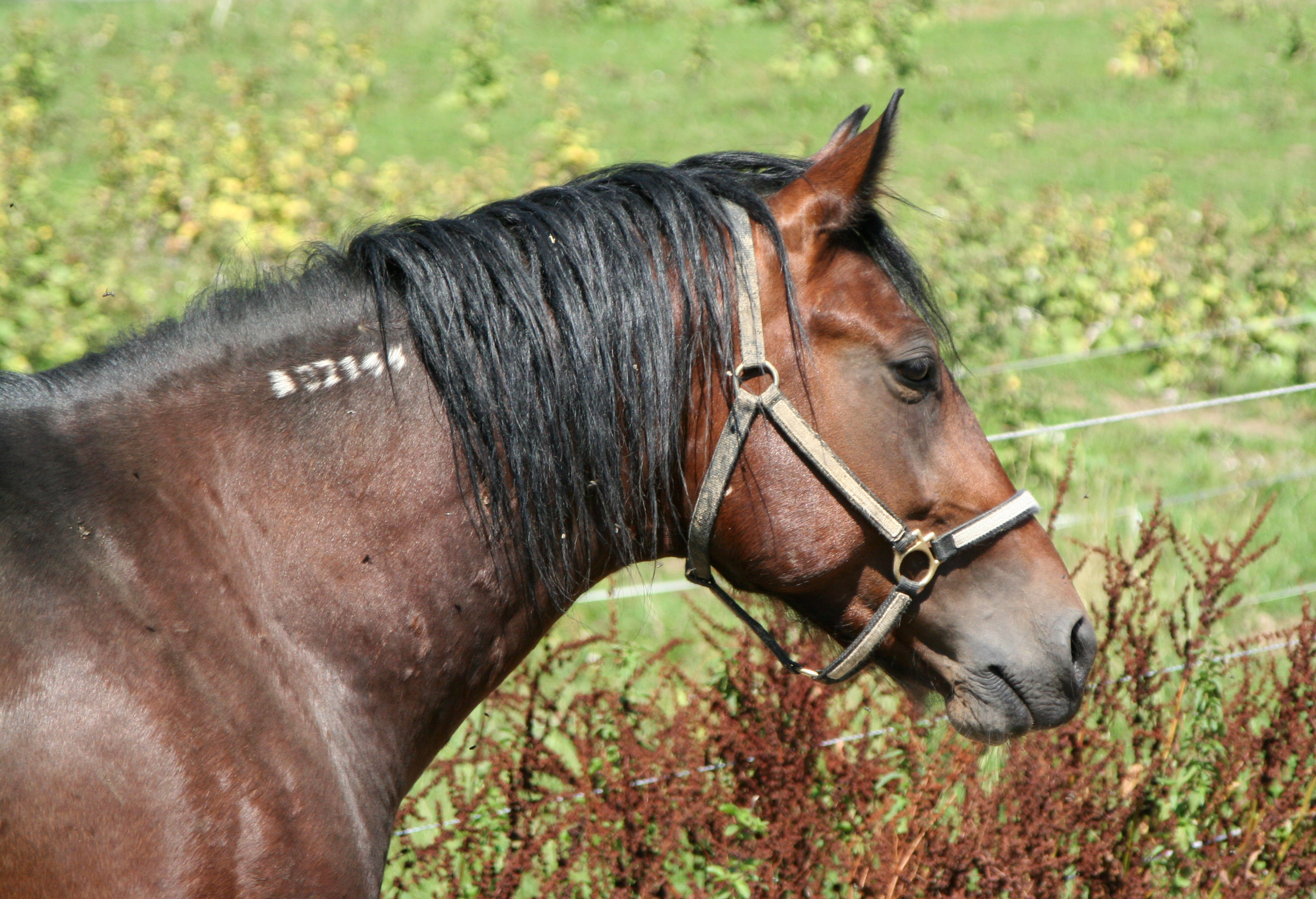
Kaltbrand

- Brand: Wird heutzutage mit Trockeneis als Kaltbrand auf dem Hals – meist unter dem Mähnenkamm – des Pferdes gemacht. Geburtsjahr des Pferdes (z. B. 06) und laufende Nummer. Da in Deutschland Transponder-Chips implantiert werden, ist das Kaltbranden unüblich. Der Transponder-Code des Chips (meist rechte Halsseite des Pferdes) wird in den Equidenpass (Pflicht in Deutschland) durch den Tierarzt eingetragen.

- Verifizierung: Das junge Pferd wird von Tierärzten der Zentralstelle („Zentrale“) bzw. der Rennvereine verifiziert. Es wird mittels eines Lesegerätes die Chipnummer ausgelesen und mit den Daten im Equidenpass verglichen. So wird sichergestellt, dass ein Pferd nicht unter falschem Namen startet.

- Qualifikation: Bevor ein Pferd zu einem Rennen zugelassen ist, muss es sich qualifizieren – sowohl für Rennen im Sulky, als auch für Trabreiten. In Deutschland muss der Traber unter 1:25,0 min auf einen Kilometer laufen, um zu den Rennen zugelassen zu werden. Qualifikationen können beliebig wiederholt werden. Ist ein Traber mehr als 6 Monate nicht mehr gestartet, muss er ebenfalls eine Qualifikation bestreiten. In Österreich benötigen zweijährige Pferde auf A-Bahnen eine Mindestqualifikationsmarke von 1:27, drei- und vierjährige schnellere Marken, fünfjährige und ältere Pferde z. B. 1:23.

- Qualifikation Trabreiten: In Österreich muss das Pferd in einem Qualifikationsreiten mindestens eine Kilometerzeit von 1:25 erreichen.

- Probelauf: Pferde, die eine längere Zeit nicht gestartet sind oder man den Trainingsstand eines Tieres unter Realbedingungen testen möchte, können einen Probelauf gehen. Dieser ist ähnlich einer Qualifikation anzusehen, jedoch bedeutet die Teilnahme an einem Probelauf nicht zwingend eine Qualifikation.

### Leistungseinstufung nach Gewinnsumme
Die Gewinnsumme (=Startsumme) ergibt sich aus den von dem Pferd gewonnenen Beträgen.
- Offene Rennen: Rennen mit normaler Startsummenberechnung.
- Handikaprennen: Für Pferde, die in den offenen Rennen keine oder nurmehr geringe Chancen haben, sind Handikaprennen entwickelt worden, um zu verhindern, dass der „Pferdeverschleiß“ zu groß wird.
- Freies Handikap: Vom Handikapper etwa gleichwertig eingeschätzte Pferde für ein Rennen, meist Bänderstartrennen.

Bei Stuten wird in Österreich ein Viertel der Gewinnsumme nicht auf die „Startsumme“ angerechnet. In Zuchtrennen werden in Österreich die Gewinne nur zur Hälfte auf die Startsumme angerechnet.

### Zeitleistung
Die Kilometerzeit der Pferde hat sich durch gezielte Zuchten, besseres Training, nährstoffreichere Fütterung, bessere psychische Betreuung usw. immer mehr verbessert.
Eine Kilometerzeit von 1:20,2 bedeutet, dass das Pferd im Durchschnitt eine Minute und 20,2 Sekunden auf 1.000 Meter (1 km) gelaufen ist.

### Züchterprämien
Der Züchter eines Pferdes bekommt das gesamte Leben des gezüchteten Pferdes einen bestimmten Prozentsatz der Gewinnsumme, wenn dieses in einem Rennen siegt oder platziert ist.
Im Trabrennsport werden die ersten fünf einlaufenden Pferde platziert.

## Ausrüstung
Die Ausrüstung eines Trabers besteht aus vielen Utensilien. 
Im Rennen werden zusätzlich Hilfsmittel wie Martingal, Gummiglocken oder Gamaschen benutzt, die zu mehr Trabsicherheit, Geschwindigkeit und Erhaltung der Gesundheit des Pferdes führen sollen.

### Geschirr und Zugehöriges
- Das Geschirr besteht aus Selett, Brustblatt, Bauchgurt und Schweifriemen.
- Suspensorium: Manche Hengste brauchen ein Suspensorium, weil sie ihre Hoden im Rennen nicht aufziehen und sie das schmerzt. Es wird am Geschirr befestigt.
- Spriders: Werden verwendet, um das Auffußen des Pferdebeines nach außen zu versetzen.
- Kopfstange: Wird verwendet, um das Pferd daran zu hindern, seinen Hals in eine Richtung zu biegen.

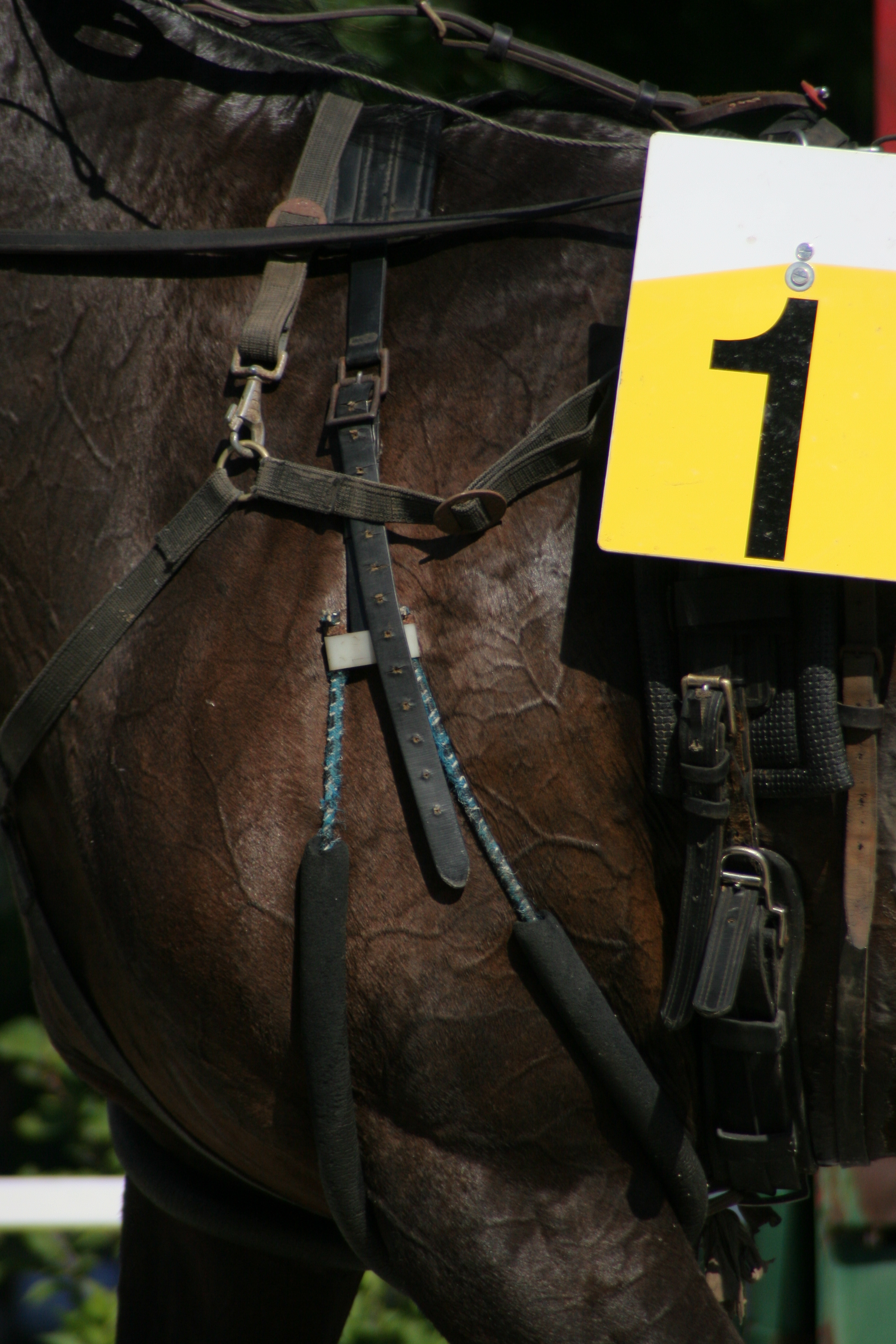
Spriders
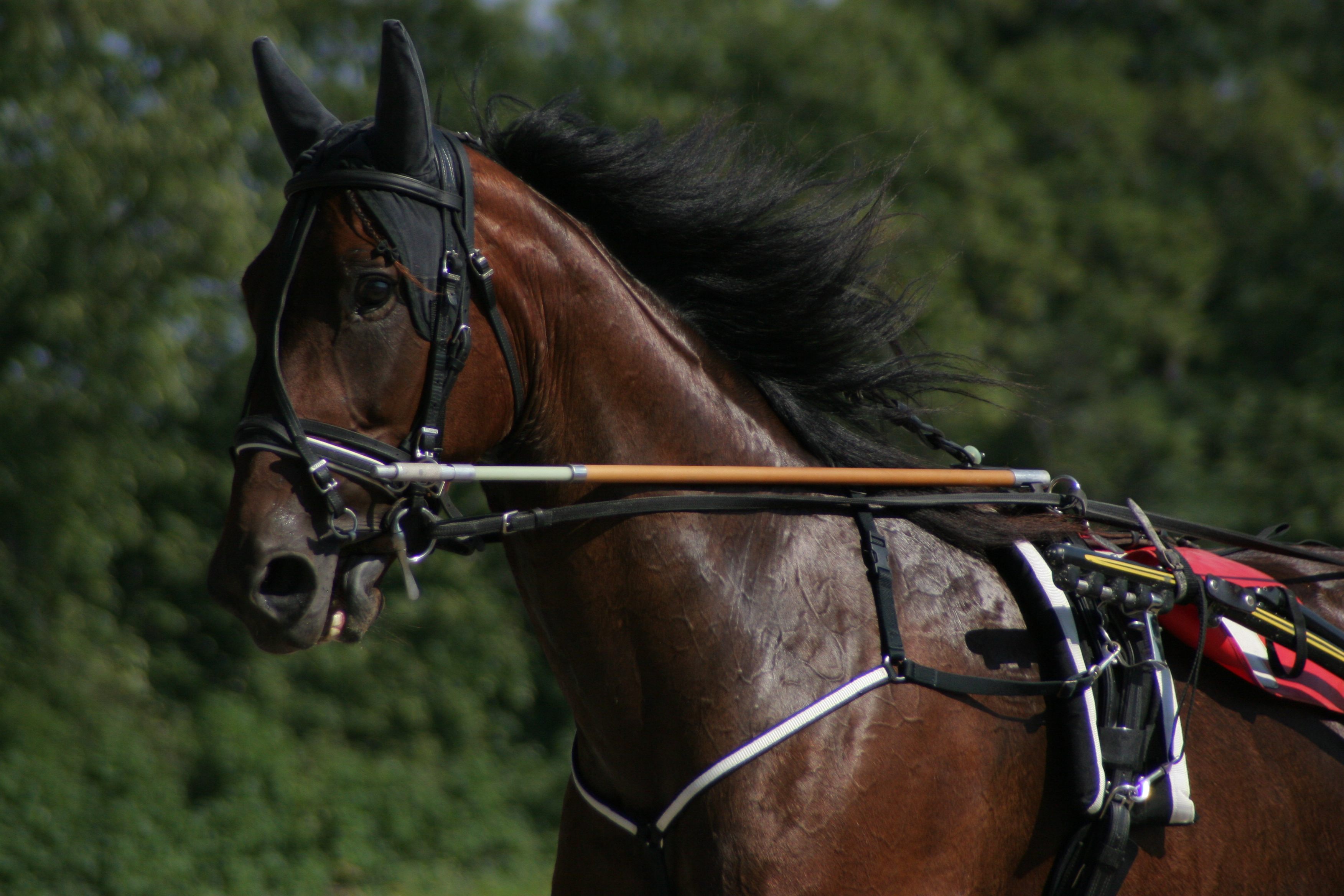
Kopfstange

### Zaum und Leinen
- Die unter allen Trensen frei wählbare Renntrense wird mit einem Overcheck unterstützt, der den Pferdekopf hoch hält und dem Pferd mehr Trabsicherheit bietet.
- Blendenzaum mit Halbschalen: werden am Zaumzeug des Pferdes befestigt und bieten einen Sichtschutz, der etwa die Hälfte des Sichtfeldes des Pferdes abdeckt
- Blendenzaum mit Viertelschalen: werden am Zaumzeug des Pferdes befestigt und bieten einen Sichtschutz, der etwa ein Viertel des Sichtfeldes des Pferdes abdeckt
- Sandschutz Augen: Dieses Textilstück wird über die Augen des Pferdes über dem Zaumzeug befestigt. Das Pferd sieht wie durch ein Fliegengitter, aber der Sand kann nicht auf die Augen des Pferdes gelangen. Manche Pferde mögen es nicht, wenn ihnen der aufgeschleuderte Sand des vorderen Pferdes auf die Stirn oder in die Augen spritzt. Sie halten dann zu viel Abstand zum Vordermann oder fallen überhaupt weit zurück. Auch vermeiden sie das Überholen eines vorderen Pferdes, wenn sie „sandig“ sind.
- Sandschutz Maul: Eine Art halber Gittermaulkorb wird dem Pferd über die Nüstern gelegt und am Zaumzeug befestigt. Gleicher Zweck wie Sandschutz Augen. Auf den meisten Rennbahnen ist dieser Sandschutz nicht zulässig, da er etwa 2–3 cm vor der Pferdenase liegt und somit das Rennergebnis verfälschen könnte.
- Pullrolle: wird unter der Kehle des Pferdes befestigt und verhindert ein Verpullen des Pferdes
- Stachelzügel: Ein Stück Leder mit aufgenieteten Stacheln wird links oder rechts auf die Innenseite des Zügels in Höhe des Pferdehalses befestigt. Dies soll die Biegung des Pferdes in die jeweilige Richtung verhindern. Sie sind in Deutschland verboten, aber werden z. B. in Frankreich beim Trabreiten eingesetzt.
- Ohrenkappe: wird entweder unter das Zaumzeug gelegt und ist das ganze Rennen über fix oder wird über das Zaumzeug gelegt und kann bei Bedarf mittels einer dünnen Schnur, die an den beiden Haubenohrspitzen und neben dem Fahrer am Sulky befestigt ist, „gezogen“ werden. Es gibt Ohrenkappen, die innen keine Gummibeschichtung haben und das Pferd somit, wie durch einen dicken Stoff, gedämpft durchhören kann. Bei den Ohrenkappen mit der Gummibeschichtung innen hört es dafür recht wenig vom hektischen Renngeschehen.
- Ohrstöpsel: Diese Schaumstoffbällchen werden vor dem Rennen in die Pferdeohren gesteckt und sind bei Bedarf zu ziehen.
- Zungenband: Pferden, die die Zunge über die Trense legen und somit der Einwirkung des Gebisses entgehen, wird oft die Zunge an den Unterkiefer angebunden. Dies geschieht nur über die Dauer des Rennens und wird mit einem weichen Band oder auch einem Nylonstrumpf gemacht.
- Martingal: gleiche Wirkung wie herkömmliches Martingal
- Sprungzügel: Wirkung wie üblicher Sprungzügel.
- Kletterleinen: sind doppelte Leinen, die in bestimmten Abständen durch Querriemen verbunden sind und daher einer Leiter ähneln. Der Fahrer hat mit diesen Leinen besonders guten (Gegen-)Halt.

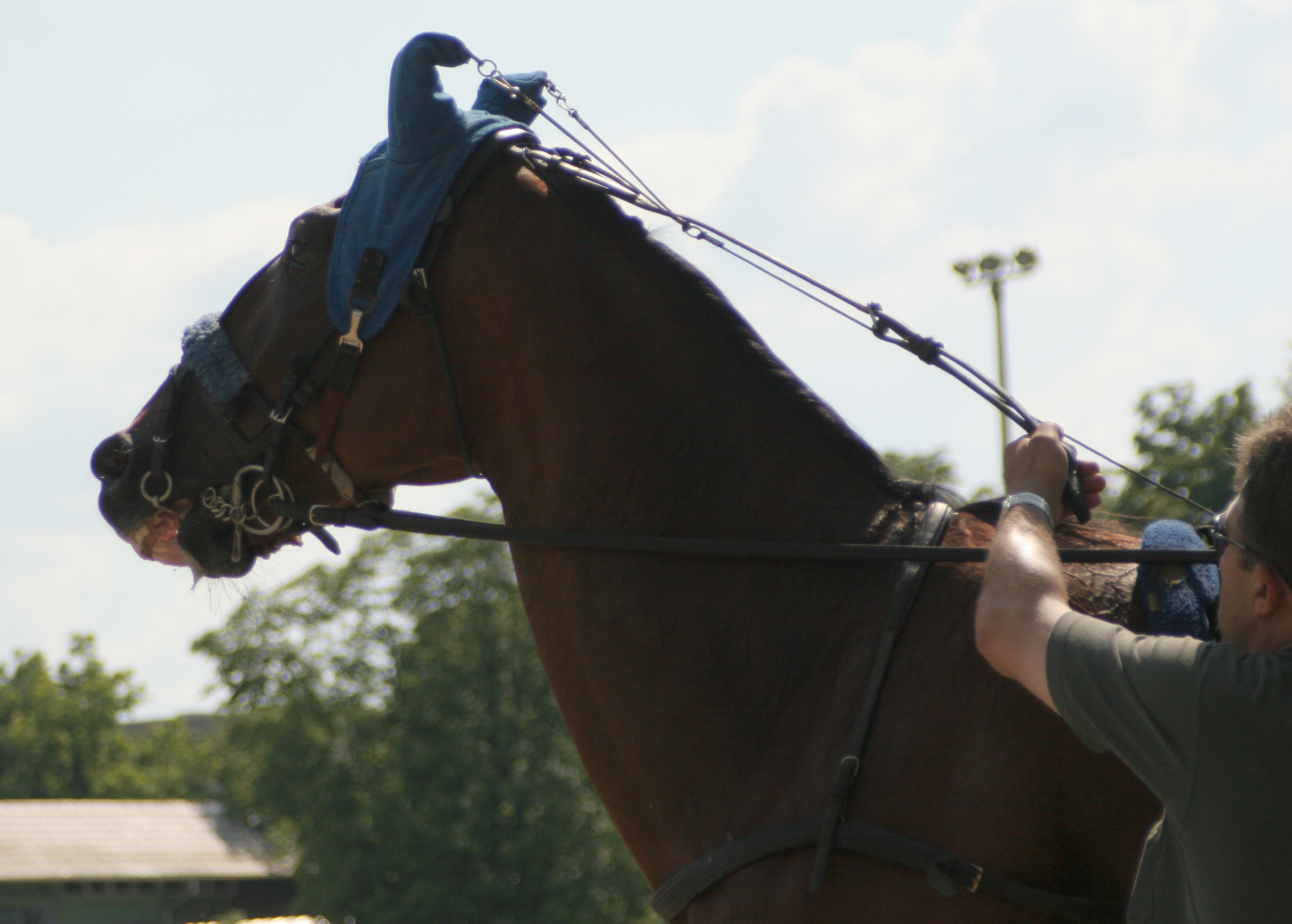
Ohrenhaube zum Ziehen
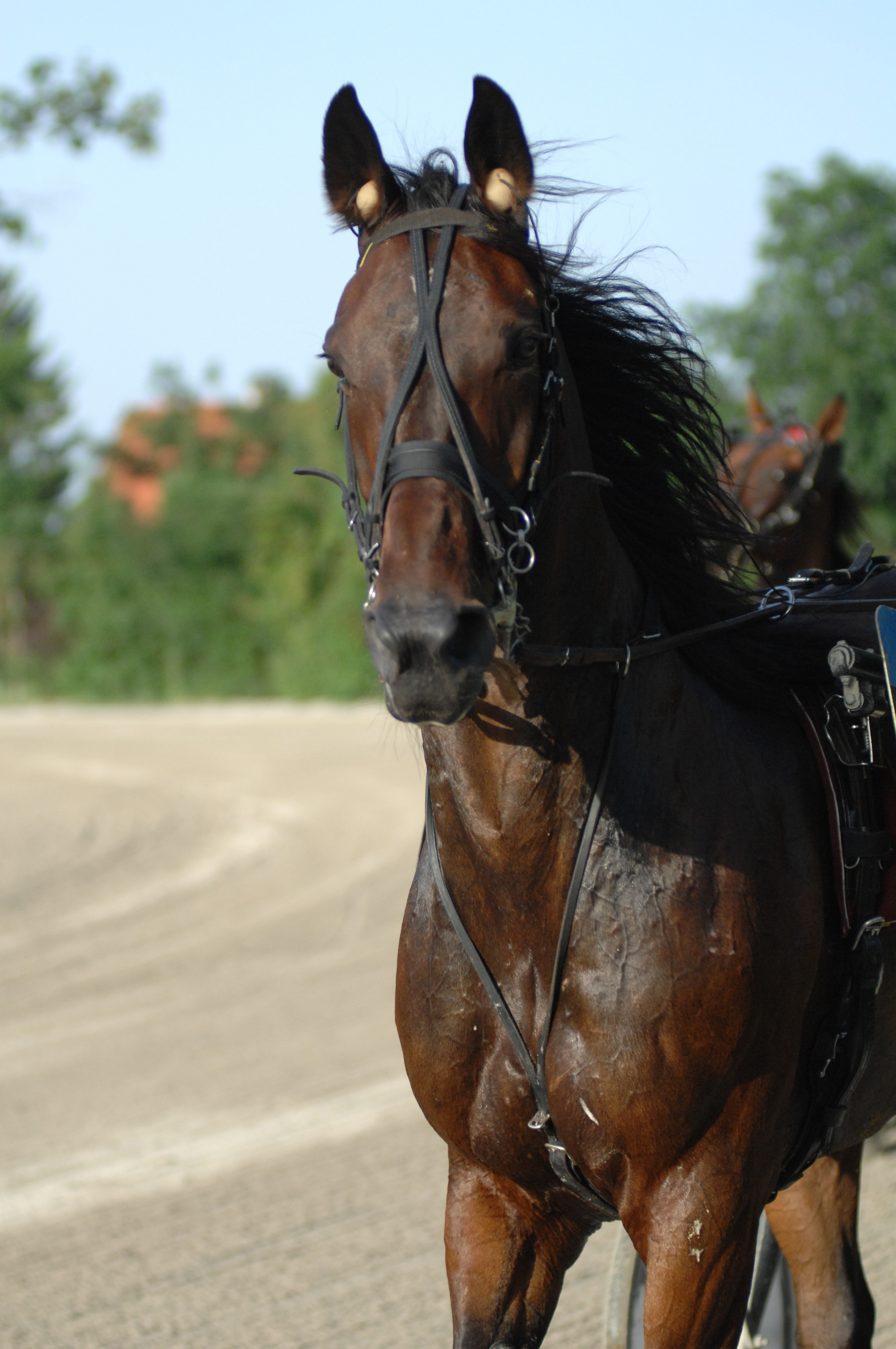
Ohrenstöpsel aus Schaumgummi
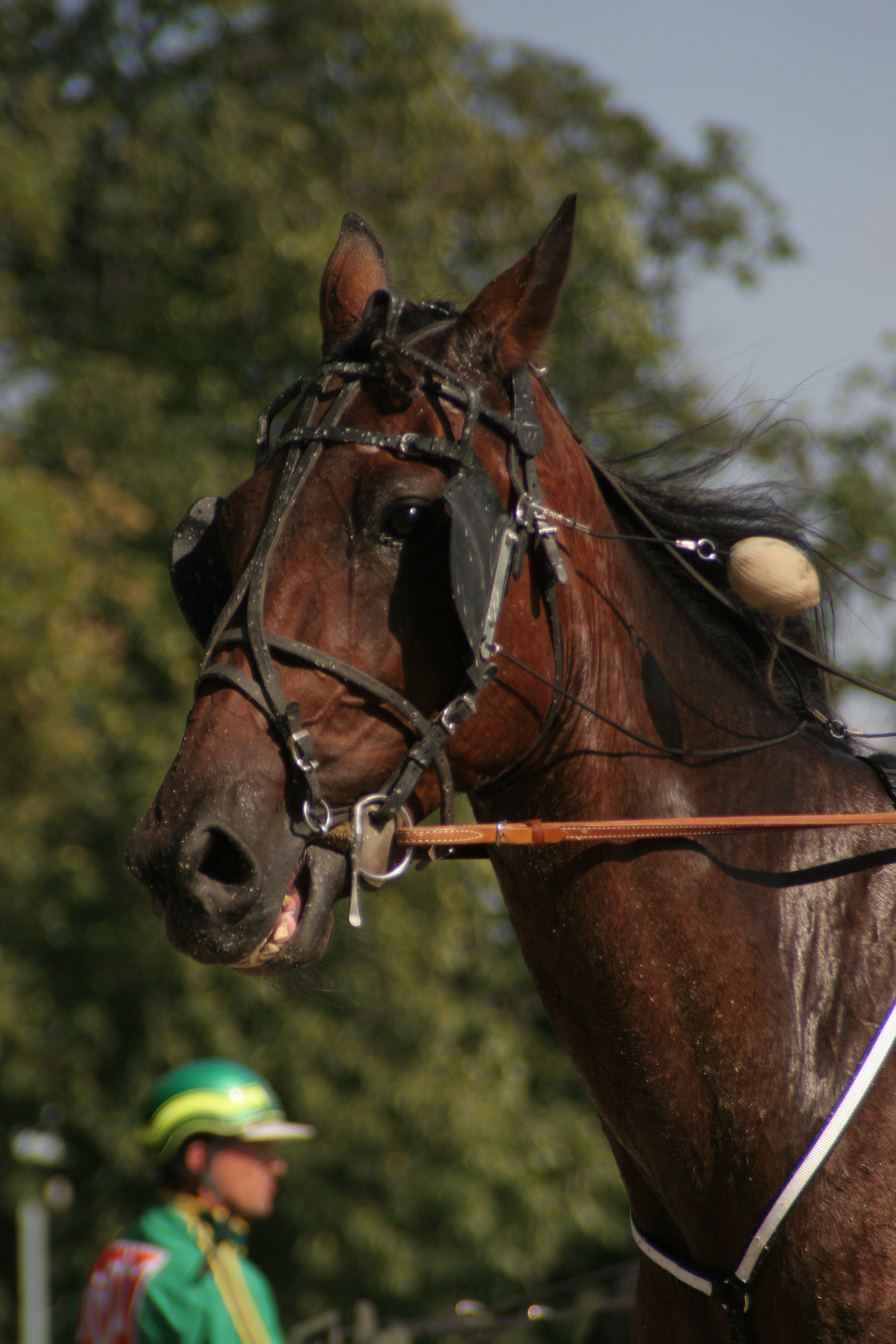
Ohrenstöpsel gezogen
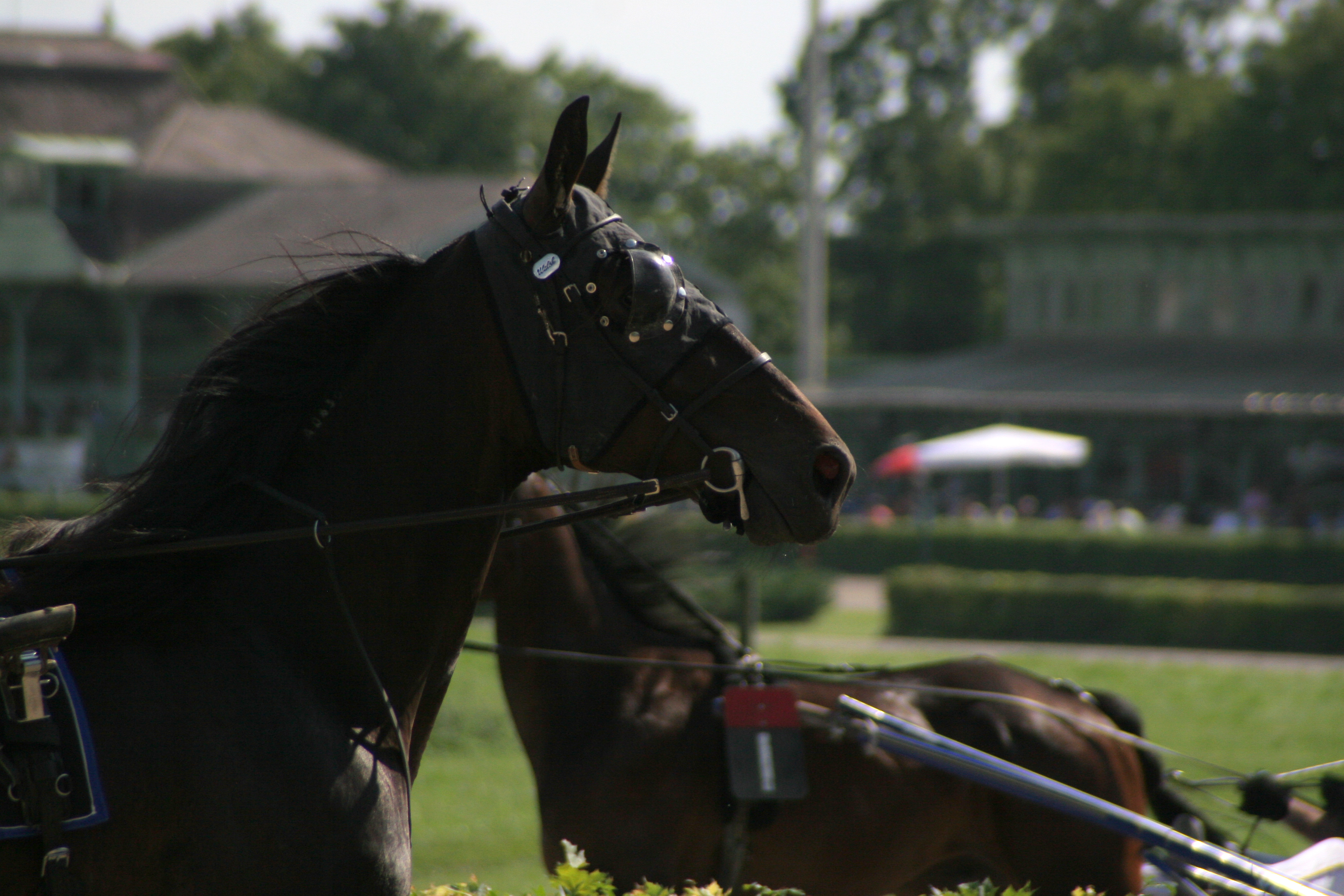
Halbschalenhaube
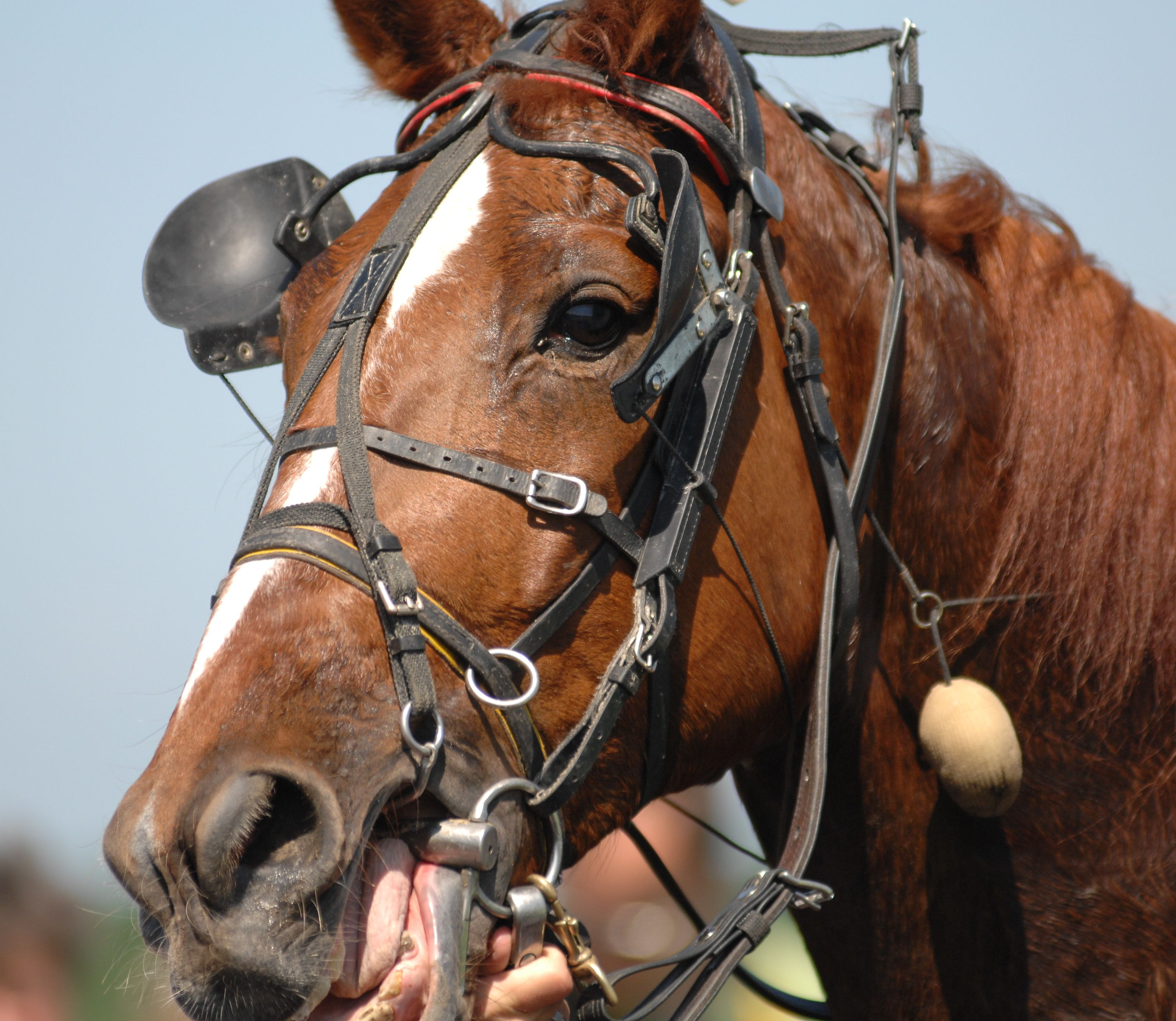
Viertelschalenzaum
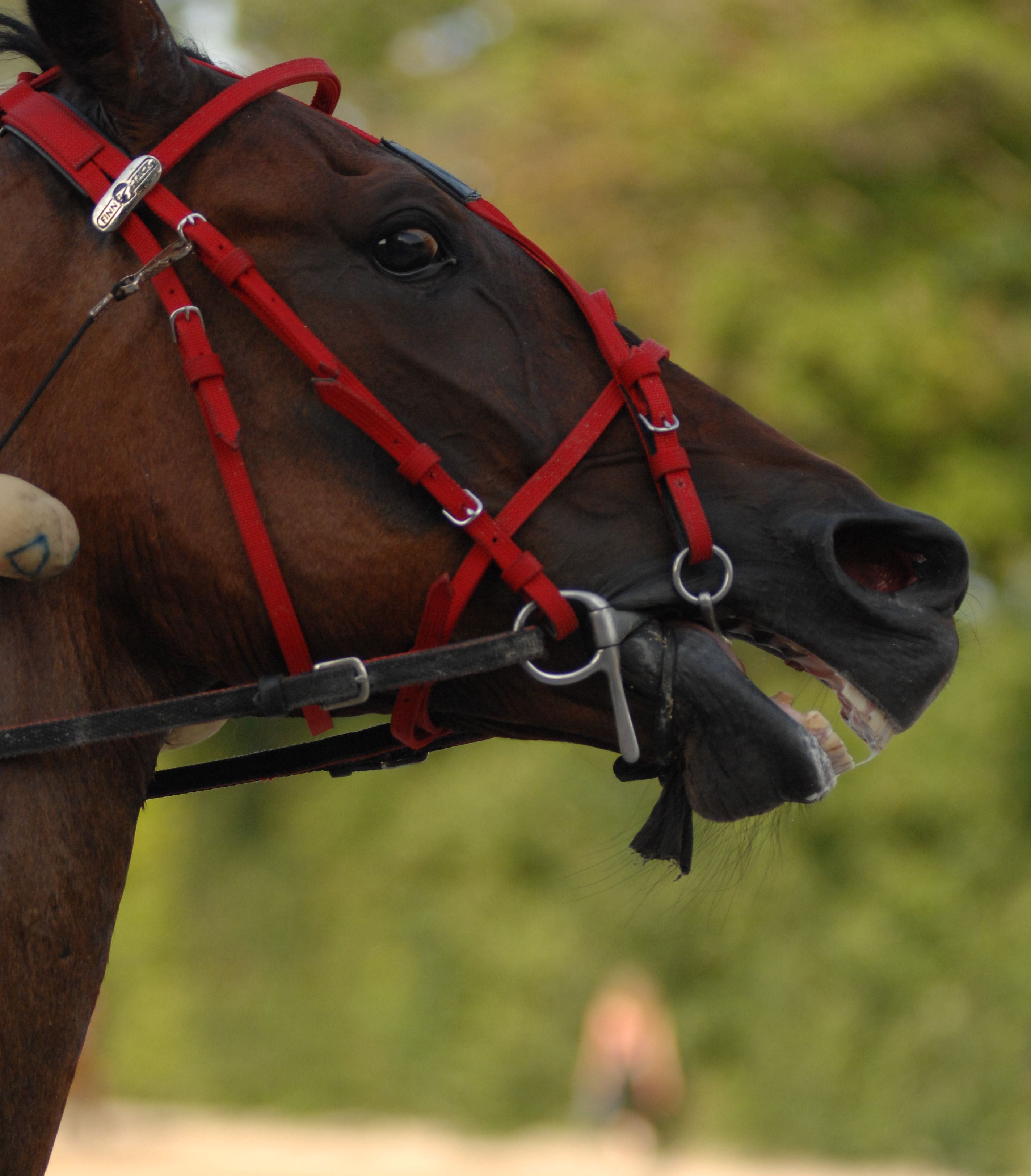
Zungenband

### Beine
- Gummiglocken (in verschiedenen Stärken und somit Gewichten): 1. Schutz des Pferdeballens, wenn die Hinterbeine des Pferdes oft auf die vorderen schlagen, 2. Beschwerung der Vorderbeine, damit das Pferdebein mehr Schwung bekommt
- Gamaschen: Schutz der Pferdebeine, falls das Pferd bei hohen Geschwindigkeiten mit den Hufen seine eigenen Beine streift.
- Sehnenschoner: 1. Schutz der Pferdebeine, falls das Pferd bei hohen Geschwindigkeiten mit den Hufen seine eigenen Beine streift. 2. Unterstützung und Schonung der Sehnen.
- Streifkappen: Schutz des Pferdegelenkes, falls das Pferd bei hohen Geschwindigkeiten mit den Hufen seine eigenen Beine streift.
- Kniebänder: sind innen gepolsterte Kunststoffschalen, gleich wie Gamaschen, und werden auf der Innenseite des Vorderknies angebracht. Sie dienen zum Schutz des Vorderfußwurzelgelenks (= Vorderknie), falls das Pferd durch den Schwung der hohen Geschwindigkeit mit den Hufen das Gelenk streift.

### Beschlag
Traber haben mitunter Spezialhufeisen aus Aluminium, die viel leichter sind als herkömmliche Hufeisen.
Es gibt auch sehr viele Spezialhufeisen für Traber, um das Abfußen zu beschleunigen oder zu bremsen, um die Huf- und Gelenkstellung zu beeinflussen oder um Gewicht auf verschiedene Stellen zu legen, damit in der schnellen Bewegung der Schwung dort verstärkt wird.
Beispiele: Pilzeisen, geschlossene Eisen, Keileisen usw.

### Sulky
- Seitenstangen: Sie werden am Sulky befestigt und dienen dem Geraderichten des Pferdes bzw. der Spurkorrektur des Pferdes, falls dieses nach links oder rechts drängt. Die Stange(n) drückt der Fahrer mit seinen Unterschenkeln gegen den Körper des Pferdes, um es zu korrigieren.

## Fahrer/Reiter, Trainer
Jeder Fahrer muss eine Fahrlizenz erwerben und jeder Reiter eine Reitlizenz. Dazu müssen Lehreinheiten besucht, Prüfungen abgelegt werden und bei der Fahrlizenz fünf Rennen absolviert werden, die besonders von der Rennleitung beachtet werden. Die Lizenz muss von Jahr zu Jahr erneut gelöst werden.
Als Adjustierung wird eine weiße Hose vorgeschrieben, ein farbiges Oberteil, ordentliches Schuhwerk, Handschuhe und ein Helm.
Der Trainer kann gleichzeitig der Fahrer/Reiter sein, muss aber nicht. Es kommt auch vor, dass Trainer Fahrer beauftragen, die mit einem bestimmten Pferd besonders gut zurechtkommen. Jedes Pferd muss von einem Trainerstall genannt werden, damit es starten darf.
Amateurfahrer sind zwar berechtigt, Rennen zu fahren, jedoch nicht gewerbsmäßig. Berufsfahrer müssen eine dreijährige Ausbildung zum Pferdewirt mit dem Schwerpunkt Trabrennen absolvieren.

## Wetten
Bis zu jedem Start eines Pferderennens werden Wetten angenommen. Beim in Deutschland üblichen Totalisatorverfahren wird die Quote eines Pferdes aus den gesamten Wetten auf dieses errechnet und steht daher erst beim Start des Rennens endgültig fest, während besonders im angloamerikanischen Raum Buchmacherwetten mit unveränderlichen Quoten üblich sind.
- Siegerwette: Man wettet, dass ein bestimmtes Pferd als erstes durch das Ziel läuft.
- Platzwette: Das gewettete Pferd muss als erstes, zweites oder drittes (bei wenigen Pferden als erstes oder zweites) Pferd durch das Ziel laufen.
- Placewette: Das gewettete Pferd muss als erstes oder zweites Pferd durch das Ziel laufen. Diese Wettart wird auf einigen deutschen Trabrennbahnen anstelle der Platzwette angeboten.
- Einlaufwette (auch: Zweierwette): Die ersten beiden ins Ziel kommenden Pferde müssen in der richtigen Reihenfolge erraten werden.
- Zwillingswette: Diese Wettart wurde von der Einlaufwette eigentlich gänzlich verdrängt (möglicherweise wird sie auf einigen Rennplätzen noch gespielt). Der Unterschied zur Einlaufwette ist, dass die beiden ersteinkommenden Pferde in beliebiger Reihenfolgen zu erraten sind; die Quoten sind daher niedriger als bei der Einlaufwette.
- Dreierwette: Man muss die ersten drei Pferde in der richtigen Reihenfolge erraten.
- Platzzwillingswette: Zwei ausgewählte Pferde müssen unter den ersten drei ins Ziel kommen. Die Reihenfolge ist egal. Diese Wette wird fast nur noch bei Galopprennen angeboten.
- Viererwette: Die ersten vier Pferde in der richtigen Reihenfolge müssen erraten werden. Besonders an Renntagen mit geringer Besucherzahl (und dementsprechend wenigen potenziellen Gewinnern) ist diese Wettart aufgrund der zumeist hohen Garantieauszahlung attraktiv.
- Super 6 Wette: Aus besonders gekennzeichneten Rennen an einem Renntag müssen die Siegerpferde in sechs Rennen gewettet werden.
- Finishwette: Die Siegerpferde mehrerer aufeinanderfolgender (in Deutschland früher der letzten drei) Rennen eines Renntages müssen erraten werden. Diese Wette wurde mangels Nachfrage in Deutschland weitgehend eingestellt.

Außenseiter nennt man Pferde, die nach Ansicht der Rennleitung (die auch die Prognosen zu jedem Rennen abgibt) und des Publikums wenig Gewinnchancen haben. Da diese Pferde oft eine hohe Quote haben, bringen sie einen vergleichsweise hohen Gewinn, falls sie sich doch platzieren oder gewinnen.

## Kritik

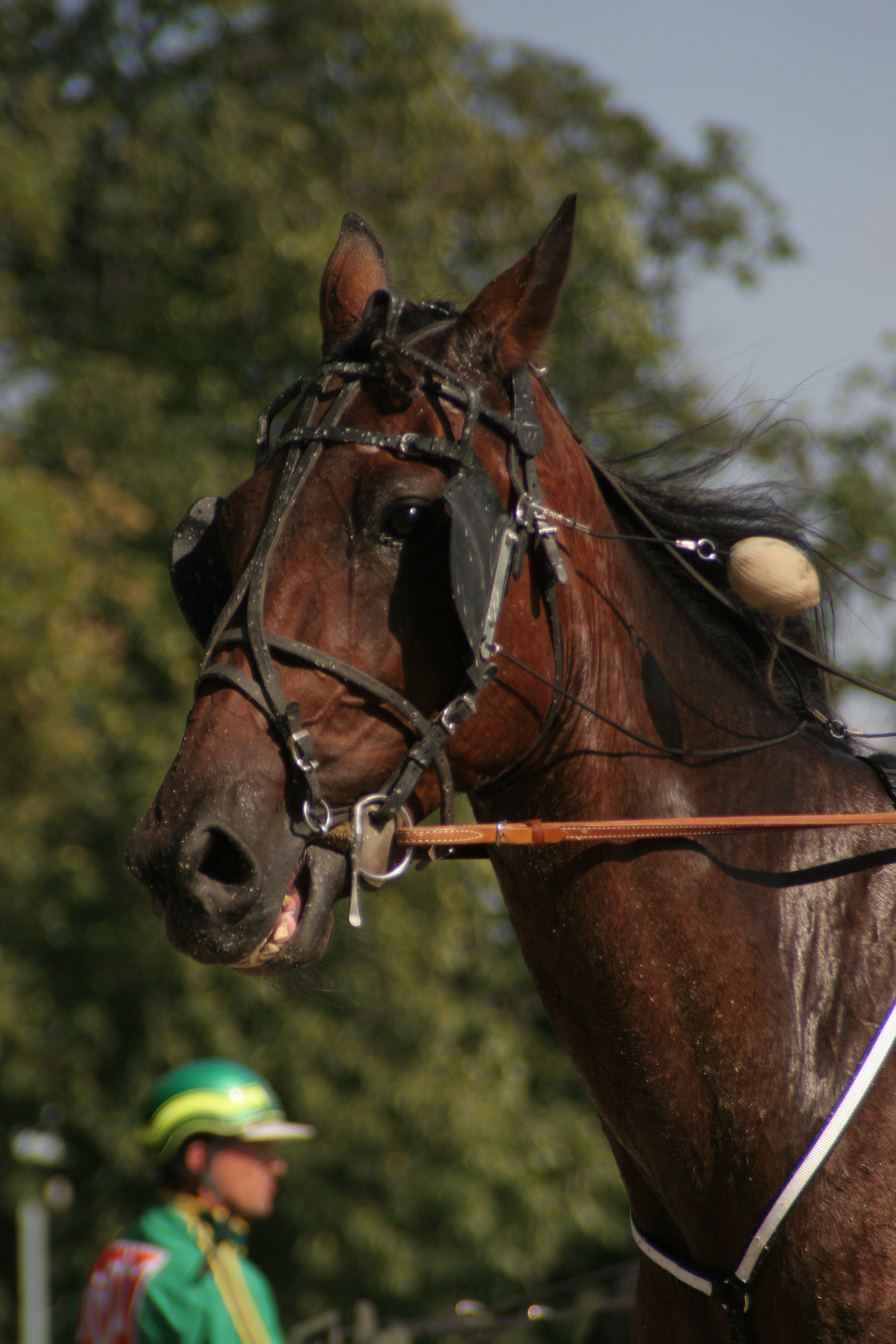
Traber mit gezogenen Ohrstöpseln

Um das Tempo der Pferde während des Rennens zu forcieren, werden ihnen teilweise vor den Rennen „Stöpsel“ (Schaumstoffbällchen) in die Ohren gesteckt, die durch ein Band mit dem Sulkyfahrer verbunden sind. Werden diese Stöpsel aus den Ohren gezogen, z. B. beim Einfahren in die Zielgerade, soll die plötzliche Lärmwahrnehmung einen Adrenalinstoß verursachen und dadurch das Pferd veranlassen, seine Geschwindigkeit zu erhöhen. Diese Methode ist allerdings umstritten. Den gleichen Effekt haben auch „Hauben“. In Österreich ist das Herausziehen der Ohrstöpsel ab 100 m vor den Tribünen aus Tierschutzgründen verboten. In Deutschland darf ab der Zielgeraden (Marke!) weder eine Ohrenkappe noch die Stöpsel gezogen werden.
Um das „Einspringen“ der Pferde zu verhindern, wird ein Overcheck verwendet.